# District de Deraa
Le district de Deraa (en arabe : منطقة درعا (manṭiqat drʿā)) est l'un des trois districts du Gouvernorat de Deraa, situé dans le sud de la Syrie ; son centre administratif est la ville de Deraa. D'après le Bureau central des statistiques syrien, sa population était de 428 681 habitants en 2004.

## Sous-districts
Le district de Deraa est divisé en huit sous-districts (ou nahiés), (population en 2004) :
| Nom              | Nom en arabe | Population | Code     |
| ---------------- | ------------ | ---------- | -------- |
| Deraa            | درعا         | 146 481    | SY120000 |
| Bosra            | بصرى         | 33 839     | SY120001 |
| Khirbet Ghazaleh | خربة غزالة   | 44 266     | SY120002 |
| Al-Shajara       | الشجرة       | 34 206     | SY120003 |
| Da'el            | داعل         | 43 691     | SY120004 |
| Mzeireb          | مزيريب       | 72 625     | SY120005 |
| Al-Jizeh         | الجيزة       | 21 100     | SY120006 |
| Al-Mseifra       | المسيفرة     | 32 473     | SY120007 |